# さらば、ベルリン
『さらば、ベルリン』（The Good German）は、ジョゼフ・キャノンの小説、及びそれを原作とした2006年公開のアメリカ映画。日本では早川書房より上下巻で発売。

## 映画
第79回アカデミー賞作曲賞にノミネートされた。

### キャスト
- ジョージ・クルーニー：ジェイク・ゲイスメール
- ケイト・ブランシェット：レーナ・ブラント
- トビー・マグワイア：タリー
- ボー・ブリッジス：ミュラー大佐
- トニー・カラン：ダニー
- リーランド・オーサー：バーニー
- ジャック・トンプソン：ブレイマー下院議員
- ロビン・ワイガート：ハンネローレ
- ラヴィル・イシヤノフ：シコルスキー
- クリスチャン・オリヴァー：エミール・ブラント

### スタッフ
- 監督：スティーヴン・ソダーバーグ
- 製作：ベン・コスグローヴ、グレゴリー・ジェイコブズ
- 製作総指揮：ベンジャミン・ウェイスブレン、フレデリック・W・ブロスト
- 脚本：ポール・アタナシオ
- 撮影：ピーター・アンドリュース
- プロダクションデザイン：フィリップ・メッシーナ
- 衣装デザイン：ルイーズ・フログリー
- 編集：メアリー・アン・バーナード
- 音楽：トーマス・ニューマン

### 評価
レビュー・アグリゲーターのRotten Tomatoesでは153件のレビューで支持率は34%、平均点は5.10/10となった。Metacriticでは34件のレビューを基に加重平均値が49/100となった。